# Sun Goes Down (chanson de David Guetta)
Pour les articles homonymes, voir Sun Goes Down.
Singles de David Guetta
Hey Mama
(2015)
Singles par Showtek
Satisfied
(2015)
Singles par Magic!
SundayFunday
(2015)
Singles par Sonny Wilson
Light It Up
(2015)
Sun Goes Down est une chanson de David Guetta et du groupe néerlandais Showtek, parue sur l'album Listen.
Pour cette chanson, David Guetta et Showtek sont en collaboration avec le groupe canadien Magic! et le chanteur néerlandais Sonny Wilson.

## Liste des titres
| 1. | Sun Goes Down (Radio Edit)   | 3:32 |
| 2. | Sun Goes Down (Extended Mix) | 4:18 |
| 3. | Sun Goes Down (Summer Mix)   | 4:12 |

| 1. | Sun Goes Down (Eva Shaw Remix)   | 4:18 |
| 2. | Sun Goes Down (Hugel Remix)      | 4:34 |
| 3. | Sun Goes Down (Tom & Jame Remix) | 4:59 |
| 4. | Sun Goes Down (Brooks Remix)     | 4:22 |

## Classements
| Classement                   | Meilleure position |
| ---------------------------- | ------------------ |
| Allemagne (Media Control AG) | 67                 |
| France (SNEP)                | 60                 |